# عمارت استنبوک-فرموروو

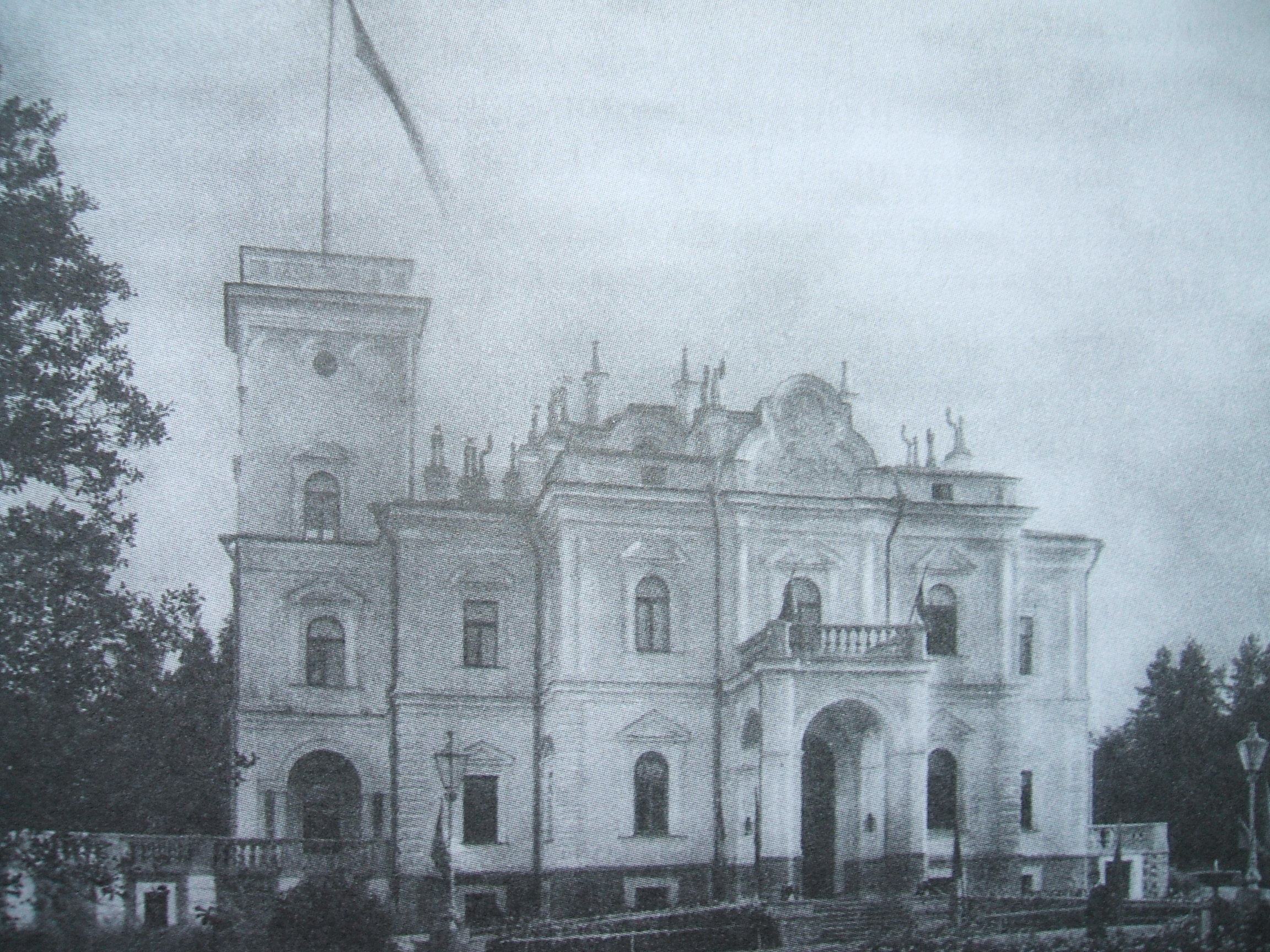

عمارت استنباک-فرمور، (به روسی: Усадьба Стенбок-Ферморов) که در املاک لاهتا واقع شده است، یکی از املاک متعلق به خاندان اشرافی استنباک-فرمور است. این عمارت در اوایل دهه ۱۸۹۰ میلادی ساخته شد و سبک معماری آن به شکل قلعه‌های اروپایی طراحی شده است. طراحی این بنا توسط معماران آلکسی کوزنتسوف و ولادیمیر تزدلر انجام شد و اطراف آن پارکی زیبا نیز ساخته شد.

## تاریخچه ساخت
در ۵ اکتبر ۱۸۴۴، گراف الکساندر ایوانوویچ استنباک-فرمور، که با یکی از ثروتمندترین زنان روسیه ازدواج کرده بود، املاک لاهتا را که شامل ۴۵۶۴ دهسیتین زمین در ساحل خلیج فنلاند بود، خریداری کرد. این ملک بعدها به پسر او، ولادیمیر الکساندرویچ، به ارث رسید. او دستور ساخت قصر شکار را صادر کرد، پارک اطراف آن را طراحی کرد و همچنین کلیسای سنت پیتر را در این منطقه بنا نهاد.

## معماری و ویژگی‌ها
قصر استنباک-فرمور به شکل قلعه‌ای سفیدرنگ ساخته شد و به دلیل رنگ سفید دیوارهایش به «قلعه سفید» معروف شد. طراحی داخلی آن با شکوه باروک انجام شد و شامل کف‌های مرمری، شومینه‌های مجلل، گچ‌بری‌های دقیق، و پارکت‌های گران‌قیمت بود. پلکان اصلی قصر توسط مجسمه‌ساز معروف، گراتزیوس بوتا، ساخته شد که به سالن پذیرایی در طبقه دوم منتهی می‌شد. این سالن دارای شومینه‌ای با تزئینات آجر هلندی و یک تخت سلطنتی به‌عنوان یک اثر باستانی نادر بود.

## دوران پس از انقلاب
پس از انقلاب ۱۹۱۷، این عمارت تحت مالکیت سازمان‌های دولتی قرار گرفت و در دهه ۱۹۴۰ میلادی به‌عنوان مقر یک ایستگاه رادیویی مورد استفاده قرار گرفت. در سال ۲۰۱۹، مجموعه قصر و پارک اطراف آن به‌عنوان یک اثر میراث فرهنگی با اهمیت منطقه‌ای ثبت شد.